# Manhattan (Schiff, 1932)
Die Manhattan war ein US-amerikanisches Linienschiff, ein Luxusliner und Turbinenschiff der in New York City ansässigen Reederei United States Lines, das nach dem dortigen Stadtbezirk Manhattan benannt wurde. Die Reederei warb damit, dass die Manhattan das größte jemals in den Vereinigten Staaten gebaute Schiff sei. Ab 1941 wurde das Schiff von der United States Navy genutzt und fuhr ab diesem Zeitpunkt als USS Wakefield, (AP-21). Nach einem Brand im Jahr 1942 wurde es als Truppentransporter für die US Army umgebaut und diente dieser auf beiden Kriegsschauplätzen in Europa und Asien.

## Kiellegung
Die New York Shipbuilding Corporation ließ ab dem Ende der 1920er Jahre Pläne entwickeln, um auf deren Werft am Delaware River bei Camden im US-Bundesstaat New Jersey die beiden größten damaligen Passagierlinienschiffe zu bauen, die jemals in den Vereinigten Staaten in Dienst gestellt wurden. Eines davon war die  Manhattan, ihr Schwesterschiff die Washington. Bis dahin hatte das Schiffsbauunternehmen lediglich eine größere Zahl von Frachtschiffen realisiert, jedoch noch kein Passagierlinienschiff. Zur Zeit der Weltwirtschaftskrise (Great Depression) war das Projekt ein unternehmerisch mutiges und herausforderndes Unterfangen.
Am 6. Dezember 1930 wurde das Schiff auf Kiel gelegt und lief ein Jahr später, am 5. Dezember 1931, vom Stapel, getauft durch die Witwe des früheren US-Präsidenten Theodore Roosevelt, Edith Roosevelt. Am 10. August 1932 erfolgte die Jungfernfahrt, ausgehend von New York City nach Queenstown, Plymouth, Le Havre und Hamburg.
Das neue Schiff war für rund 1100 Passagiere und 500 Mannschaftsangehörige ausgelegt, verfügte über eine Tonnage von 24.289 Tonnen, eine Länge von 204 Metern und eine Höhe von 26 Metern. Es wurde durch Dampfturbinen mit Zwillingsschrauben angetrieben und erreichte eine Standardgeschwindigkeit von 20 Knoten.

## Atlantik-Liniendienst

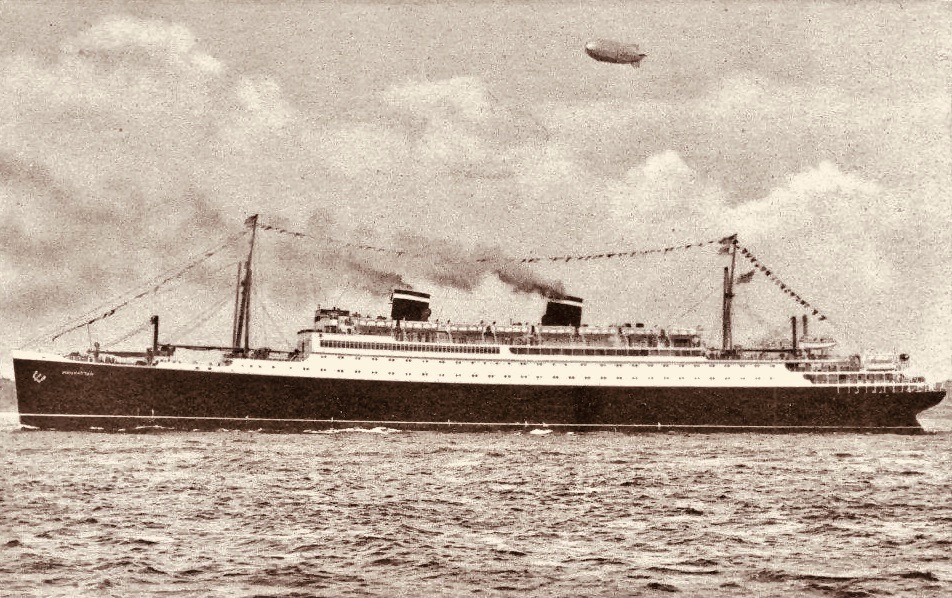
Zeppelin USS Los Angeles (ZR-3) beim Überflug der S.S. Manhattan, 1930er Jahre

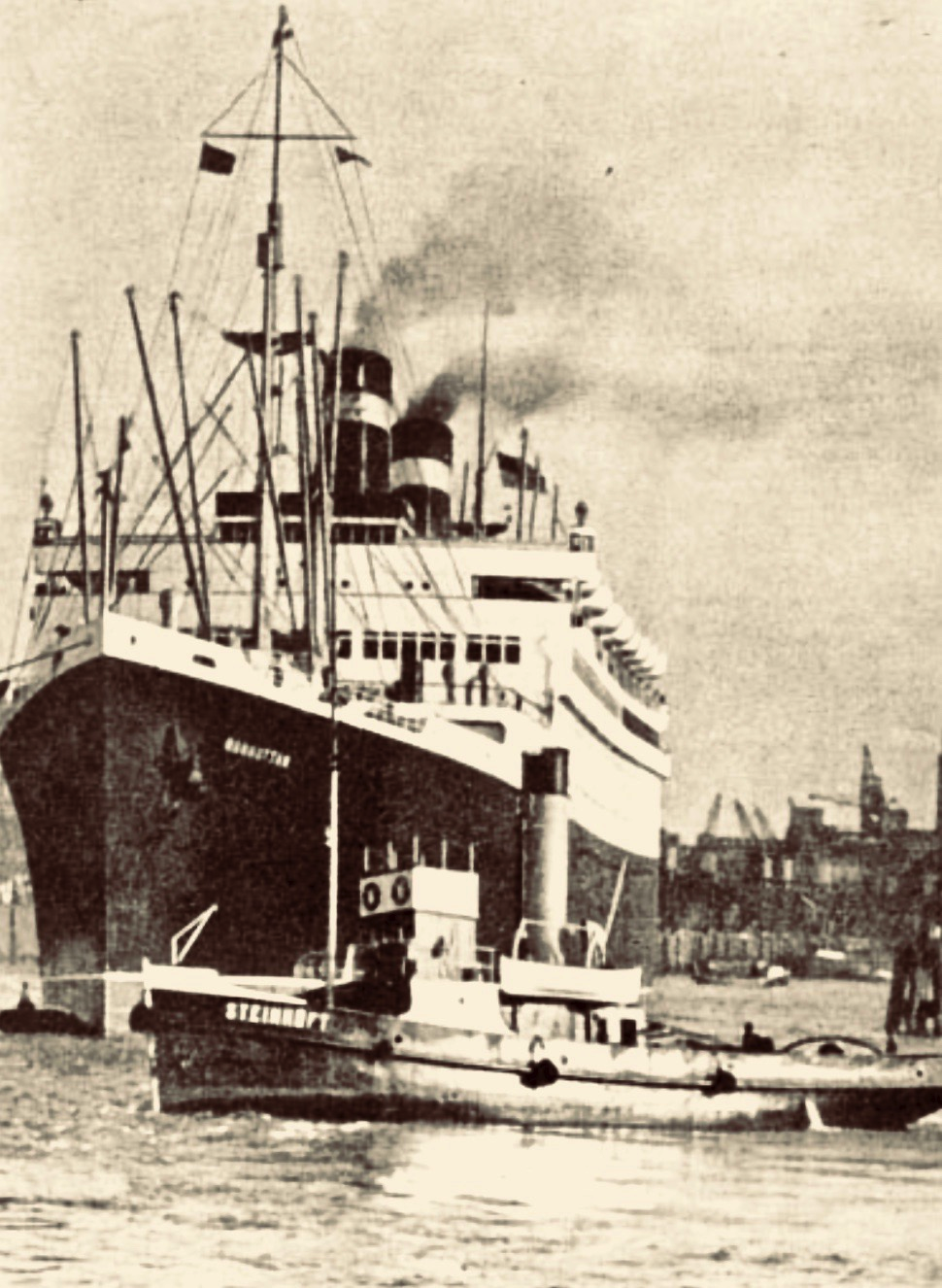
Die S.S. Manhattan im Hamburger Hafen, 1930er Jahre

Das Schiff verkehrte ab August 1932 auf der Route zwischen New York City und Hamburg, Le Havre, Southampton und Cobh. Schiffspassagen nach Europa kosteten seinerzeit ab 127 US-Dollar (entspricht inflationsbereinigt 2025 etwa 2.920 US-Dollar) in der Touristenklasse und ab 186 US-Dollar (inflationsbereinigt 2025 etwa 4.270 US-Dollar) in der Kabinenklasse.
Ab dem 15. Juli 1936 beförderte es IOC-Präsident Avery Brundage und das US-Nationalteam, darunter der Leichtathlet Jesse Owens, das an den Olympischen Sommerspielen in Berlin teilnahm. Im Jahr 1938 wurde es durch Angehörige der Familie Kennedy genutzt, um nach Großbritannien zu gelangen, als Joseph P. Kennedy, der Vater des späteren US-Präsidenten John F. Kennedy, dort als Botschafter der Vereinigten Staaten eingesetzt wurde.
Am 22. März 1939 kamen in Hamburg rund 80 unbegleitete jüdischstämmige Flüchtlingskinder an Bord, die aus von der deutschen Wehrmacht okkupierten Gebieten, aus Österreich und der Tschechoslowakei, stammten. Diese wurden ins englische Southampton gebracht und waren später Teil des so genannten Kindertransports (Refugee Children Movement).
Nach dem Beginn des Zweiten Weltkrieges beförderte die Manhattan US-amerikanische Staatsbürger aus dem nun im Kriegszustand befindlichen Großbritannien nach New York City.
Ab Januar 1940 verkehrte die Manhattan auf der Route zwischen New York City und Genua, bis das faschistische Italien im Juni desselben Jahres an der Seite des Deutschen Reiches Teil der Achsenmächte wurde und in den Krieg eintrat.
Am 4. Februar 1940 wurde die Manhattan von britischen Truppen in Gibraltar aufgebracht und nach der Beschlagnahme von 390 Postsäcken, die für Deutschland bestimmt waren, wieder freigegeben.
Am 12. Januar 1941 geriet die Manhattan rund 17 Kilometer nördlich von Palm Beach im US-Bundesstaat Florida auf Grund. 22 Tage später konnte sie wieder flottgemacht werden. Am 6. März 1941 wurden wegen dieser seemännischen Fehlleistung der Kapitän für acht Monate und der Erste Offizier des Linienschiffs für einen Monat vom Dienst suspendiert.

## Einsatz für die US Navy

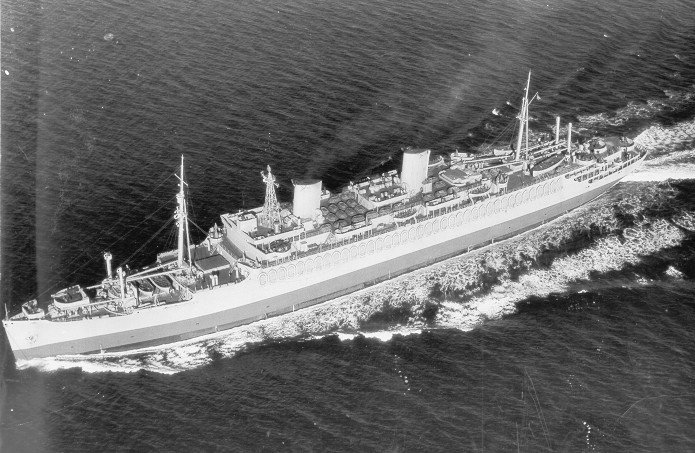
Die USS Wakefield (AP-21) im Einsatz, undatiert

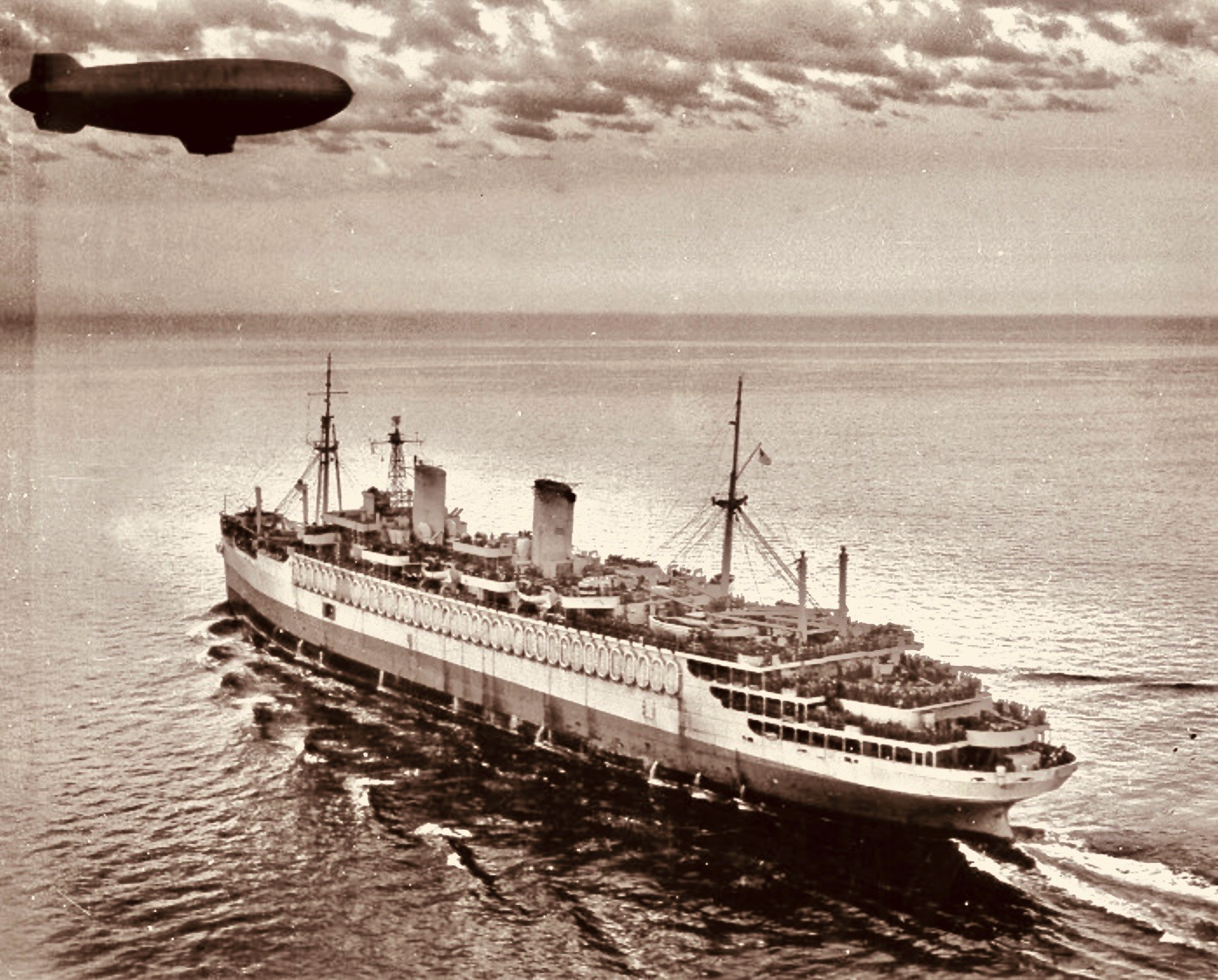
Die USS Wakefield (AP-21) am 22. August 1945 auf dem Weg von Neapel nach Boston, Massachusetts, an Bord mehr als 8.100 US-Soldaten, die vom europäischen Kriegsschauplatz heimkehren

Am 6. Juni 1941 wurden sowohl die Manhattan als auch ihr Schwesterschiff, die S.S. Washington, von der United States Navy angefordert und übernommen. Die Manhattan kam ab dem 15. Juni 1941 unter ihrem neuen Namen USS Wakefield (AP-21) als Truppentransporter mit einer Kapazität für jeweils rund 8.000 Soldaten zum Einsatz und diente auf beiden Kriegsschauplätzen in Europa und in Asien, teils mit Tarnanstrich.
Am 3. September 1942 brach an Bord Feuer aus, als sich die USS Wakefield als Teil des Geleitzuges (Konvoy) T-18 vom Firth of Clyde nach New York City befand. Seitens eines Sprechers der US Navy wurde Sabotage vermutet. Sie wurde von einem kanadischen Rettungsschiff in Schlepp genommen und erreichte nach fünf Tagen, während denen das Feuer nicht unter Kontrolle gebracht werden konnte, den Hafen von Halifax in der ostkanadischen Provinz Nova Scotia. Sie war durch das Feuer schwer beschädigt, wurde nach Massachusetts zum Boston Navy Yard geschleppt, am 14. September 1942 außer Dienst gestellt und dort gemäß den für Truppentransporter geltenden Spezifikationen wieder instand gesetzt.
Am 10. Februar 1943 wurde es einer Mannschaft der US-Küstenwache übergeben, für die es das größte Schiff war, das die US-Küstenwache bis heute betrieben hat.
In den kommerziellen Passagierliniendienst kehrte das Schiff auch nach dem Ende des Zweiten Weltkrieges nicht mehr zurück. 1954 wurde es als Teil der US-amerikanischen Atlantik-Reserveflotte deklariert. Am 7. Juni 1957 wurde es der Maritime Administration (MARAD) übergeben und stand der Hudson River Group der National Defense Reserve Fleet, der Reserveflotte der Nationalen Verteidigung, zur Verfügung.
Am 1. Dezember 1959 wurde sie außer Dienst gestellt, am 25. Mai 1964 zum Preis von 263.000 US-Dollar zum Abwracken verkauft und 1965 abgewrackt.

## Bekannte Passagiere
- Avery Brundage, Präsident des Internationalen Olympischen Komitees (IOC)
- Marlene Dietrich, Schauspielerin und Sängerin
- Lyonel Feininger, Maler und Bauhaus-Künstler, mit seiner Frau Julia
- Jesse Owens, US-Leichtathlet

## Passagierlisten (Auszug)
- Cabin Passenger List, departing August 1, 1934 from Hamburg to New York City via Le Havre, Southampton, and Cobh
- Third Class Passenger List, departing October 21, 1936 from Hamburg to New York City via Le Havre, Southampton, and Cobh

## Videos
- SS Manhattan aground (0:41 Min.), auf: youtube.com
- SS Manhattan Interior (3:26 Min.), auf: youtube.com
- SS MANHATTAN (1932–1964) (5:53 Min.), auf: youtube.com
- Story of a Transport (22:12 Min.), auf: youtube.com